# Prochlorofyty
Prochlorofyty (Prochlorophyta) je souhrnné označení pro několik rodů fotoautotrofních prokaryotických organismů, které se však dnes nepoužívá, protože se ukázalo, že tyto rody patří do kmene sinice (Cyanobacteria).
Mezi bývalé prochlorofyty (jakožto samostatné oddělení v rámci prokaryot) se dříve řadily především rody Prochlorococcus, Prochloron a Prochlorothrix.
Jejich společným znakem byla přítomnost nejen chlorofylu A, ale i chlorofylu B, tedy podobně jako u rostlin a některých dalších skupin eukaryot. Chlorofyl B prochlorofytů však není identický s chlorofylem rostlinným. Molekulárně biologické výzkumy navíc nepodpořily přirozenost (monofylii) prochlorofyt jako skupiny a Ralph A. Lewin, který byl v sedmdesátých letech tvůrcem oddělení Prochlorophyta, v roce 2002 napsal, že existence takové skupiny postrádá smysl.